# Klinta-Stora Smedby alvar
Klinta-Stora Smedby alvar är ett naturvådsområde (sedan 1998 likställt med naturreservat) i Mörbylånga kommun i Kalmar län.
Området är naturskyddat sedan 1994 och är 623 hektar stort. Reservatet ligger i västra delen av Stora Alvaret sydost om Klintehamn och består av grusalvar.